# North Cave with Everthorpe and Drewton
North Cave with Everthorpe and Drewton var en civil parish från 1866 till 1935 då den blev en del av North Cave, South Cave och Hotham, i grevskapet East Riding of Yorkshire, i England. Civil parish var belägen 14 km från Beverley och hade 1 056 invånare år 1931.